# Lesley Milroy
Ann Lesley Milroy (ur. 5 marca 1944 w Newcastle upon Tyne) – brytyjska językoznawczyni i socjolingwistka. Zajmuje się ideologiami językowymi, dialektologią oraz zjawiskiem standaryzacji językowej.
W 1994 r. przeniosła się do Stanów Zjednoczonych, gdzie objęła stanowisko profesora na Uniwersytecie Michigan. W 2004 r. przeszła na emeryturę.
Jej dorobek obejmuje ponad siedem książek oraz 15 artykułów naukowych. Z mężem Jamesem współtworzyła istotne publikacje socjolingwistyczne: Authority in Language: investigating standard English i Real English: the grammar of English dialects in the British Isles. Lesley i James Milroyowie wprowadzili do socjolingwistyki pojęcie ideologii języka standardowego.